# Caloosahatchee-Kultur
Caloosahatchee-Kultur ist eine Bezeichnung für eine an der südwestlichen Küste des heutigen Floridas am Golf von Mexiko ansässige prähistorische indianische Kultur. Sie lässt sich für den Zeitraum von etwa 500 bis 1750 nach Christus nachweisen. Das Siedlungsgebiet reichte vom Ufer der Estero Bay bis hin zum Charlotte Harbor. Das Binnenland wurde ebenfalls bis zur Hälfte des Weges nach Lake Okeechobee besiedelt und umfasst ungefähr die heutigen Verwaltungseinheiten der Countys Charlotte und Lee. Zur Zeit des ersten Kontaktes mit den Europäern bildete das Verbreitungsgebiet der Caloosahatchee-Kultur den Kern des Einflussgebietes der Calusa.
Es wurden Artefakte in der Kulturregion gefunden, die der Archaischen Periode, teilweise auch der frühen arachischen Periode zuordenbar sind. Es gibt Anhaltspunkte dafür, dass die Region um Charlotte Harbour bereits vor 3500 v. Chr. intensiv für den Fischfang genutzt wurde. Um 500 v. Chr. tauchten schlichte Tongefäße in der Region auf, die der Glades-Kultur entstammen, die Techniken der Glades-Kultur wurden in der Caloosahatchee-Region bis um 500 n. Chr. weiterentwickelt. Eine komplexe gesellschaftliche Struktur mit einer hohen Bevölkerungsdichte entstand um etwa 800. Spätere Perioden der Caloosahatchee-Kultur werden archäologisch durch das Auftreten von Tongefäßen anderer Traditionen festgemacht.
Die Küste, die von der Caloosahatchee-Kultur besiedelt wurde, ist ein sehr wasserreiches Ästuargebiet, es gibt ein ausgedehntes Netz von Wasserwegen, Buchten und Halbinseln, die zur Meerseite geschützt hinter einigen Barrierinseln liegen. Das Ästuar wird vom Caloosahatchee, Myakka und dem Peace River gespeist und die Region verfügt über reiche Vorkommen von Mangroven und Seegras.
Die Caloosahatchee gehören zu den sogenannten Mound-Buildern, das bedeutet, sie errichteten als Mounds bezeichnete künstliche Hügel. Die Mounds der Caloosahatchee-Siedlungen wurden teilweise auf in Dorfnähe entstandenen Abfallbergen, überwiegend bestehend aus Muscheln und Schalenresten, aber auch aus bewusst an bestimmte Orte verbrachte Abfälle und Reste errichtet. Die Bandweite reicht von kleineren Abfallhaufen bis hin zu komplexen Anlagen, zu denen Mounds mit angelegten Plattformen, offenen Plätzen, Wasserwegen und Kanälen gehörten. Der heutige Mound Key Archeological State Park, das Ausgrabungsgebiet Mound Key in der Mitte der Estero Bay in der Nähe der heutigen Stadt Fort Myers Beach, umfasst ein Gebiet von etwa 30 Hektar in dem sich Mounds mit einer Höhe von bis zu 10 Meter befinden. Ein Kanal fließt durch zwei Mounds in das Gebiet und endet in einem rechteckigen Wasserbecken.
Die Menschen der Caloosahatchee-Kultur bezogen zwischen 80 und 90 % ihrer tierischen Nahrung aus dem Wasser, sowohl Fische wie auch Krabben. Kleinere Anteile der Ernährung wurden von Hirschen und anderen Säugetieren, Enten und verschiedenen Wasservögeln, sowie Alligatoren, Schildkröten, Seekühen und Seeigeln gedeckt. Die pflanzlichen Anteile umfassten verschiedene wildwachsende Wurzeln, die Früchte der Opuntia und Palmen, sowie anderer in der Region wachsender Beeren und Früchte.
Geräte und Haushaltsgegenstände wurden aus Holz, Knochen, Stein und Muscheln hergestellt. Mit Löchern versehene Steine wurden zum beschweren der Fischnetze verwendet. Kellen, Tassen, Löffel, Perlen, Schneidewerkzeuge und Hämmer wurden aus Muschelschalen geschaffen. Ahlen, Perlen, Nadeln und Ähnliches stellten die Menschen aus Knochen her. Zeremonielle Teller und Tabletts wurden aus nicht in der Region vorhandenen Steinen produziert, vermutlich importiert aus anderen Regionen.
Obwohl sich das Key-Marco-Siedlungsgebiet außerhalb des Verbreitungsgebietes der Caloosahatchee-Kultur befindet, wurden dort sehr ähnliche und nahe verwandte Artefakte gefunden, insbesondere aus Holz und Seil. Die Fäden oder Seile wurden vermutlich aus den Fasern von Palmen hergestellt und für die Herstellung von Netzen verwendet. Hölzerne Artefakte aus Key Marco umfassen Masken, bemalte Schnitzereien von Tieren, geschnitzte und dekorierte Teller sowie kleine Modelle von Kanus, die eventuell auch als Spielzeug gedacht waren.